# إيرني كوكس
إيرني كوكس هو لاعب كرة القدم الكندية كندي، ولد في 17 فبراير 1894 في هاميلتون في كندا، وتوفي بنفس المكان في 26 فبراير 1962.